# گلسنگ ناخنی

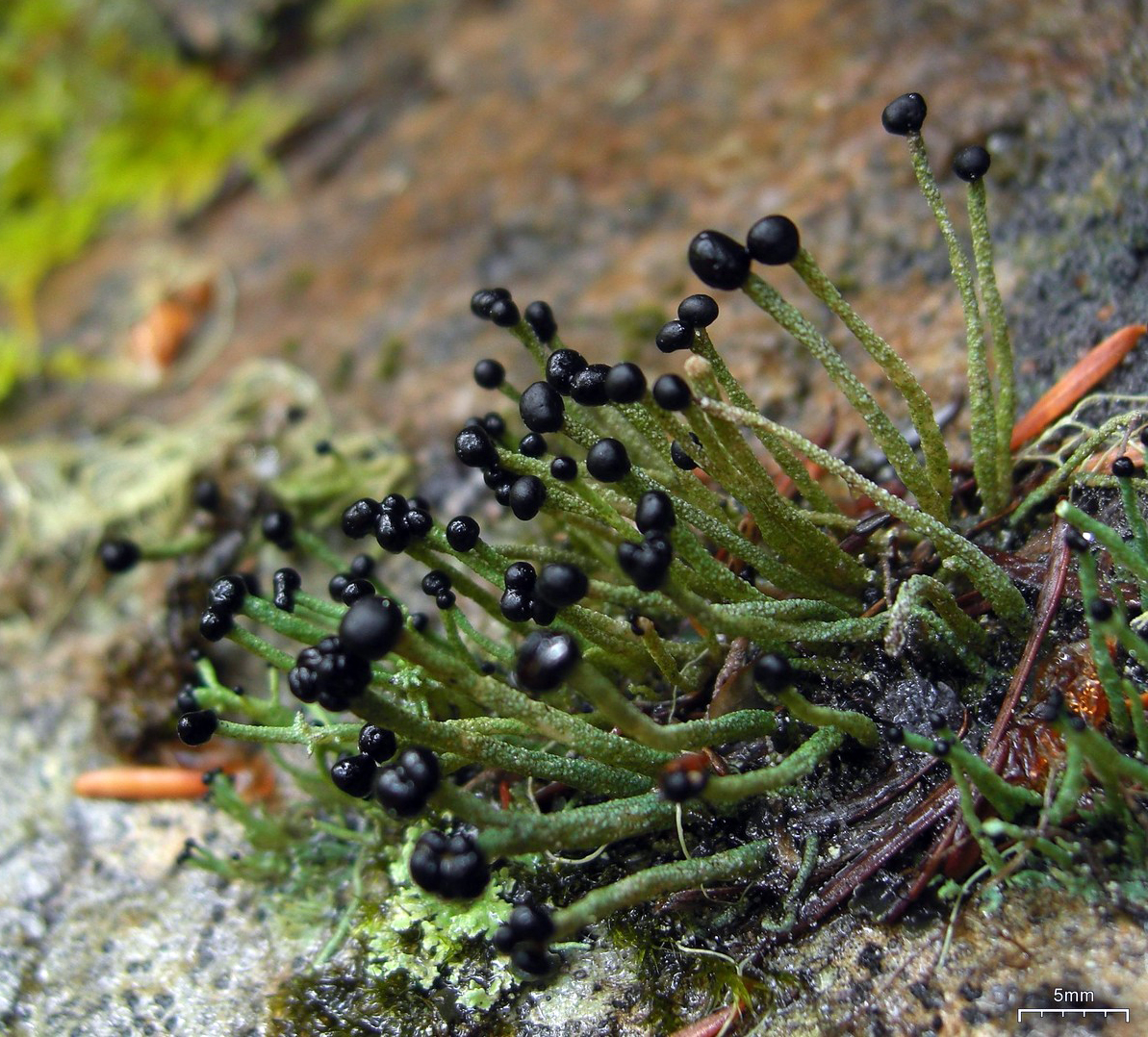
نمایی از گلسنگ ناخنی

گلسنگ ناخنی یا خلال کبریت دیو(نام علمیpilophorus acicularis) نام گونه‌ای از گلسنگ هاست که نخست در ۱۸۰۳ توصیف گردید. گونه‌ای بوته مانند است که به صورت خوشه‌های متراکم روی صخره‌های سیلیسی می‌روید.ستاکهای آن ایستاده‌است و تا سه سانتی متر رشد می‌کند.محل رویش سواحل باختری آمریکا تا آلاسکا و اوراسیای خاوری است.دارای باکتری خاصی است که با جذب نیتروژن سبب حاصلخیزی خاک می‌شود.